# Västergötlands runinskrifter 23
Västergötlands runinskrifter 23 är en vikingatida runristad gravhäll av kalksten som står rest på Häggesleds kyrkogård i  Häggesleds socken och Lidköpings kommun. Stenen är rest 25 meter om Häggesleds kyrkas västra ingång. Runstenen är 0,65 gånger 0,65 meter stor och 8 centimeter tjock. Runhöjden är cirka 10 cm. Stenen har utgjort ena gavelhällen till en gravvård av Husabytyp. Av den andra gavelhällen, troligtvis Vg 24, finns antagligen ett fragment i kyrktornet och ett fragment på SHM.

## Inskriften
Translitterering av runraden:
þurþr × sati × stina × iftiʀ × nus(t)in × faþur sin
Normalisering till runsvenska:
Þorðr satti stæina æftiʀ Øystæin, faður sinn.
Översättning till nusvenska:
Tord satte stenarna efter Östen, sin fader.